# Madame Therese
Madame Therese (levnadsår okända: död efter 1729) var arbetsnamnet för en berömd historisk holländsk bordellmamma, som bedrev en av den tidens största bordeller i Amsterdam. Hon var aktiv mellan åren 1706 och 1729. 
Få uppgifter är kända om Therese, men det är troligt att hon var från södra Nederländerna och arbetade som prostituerad i Amsterdam innan hon själv tog över driften av en bordell. Den första uppgiften om henne är från 3 mars 1708, då fyra av hennes anställda arresterades. Therese blev aldrig själv arresterad, men förekommer då hennes anställda blev det.  
År 1720 drev hon en exklusiv bordell på Prinsengracht. Under denna period hade hon enligt satiriska pamfletter Eugen av Savojen, den dåvarande guvernören i österrikiska Nederländerna, och den brittiske diplomaten Louis Renard bland sina kunder. Therese och hennes bordell var under denna tid välkänd i pressen och karikerades ofta av bland andra Jacob Campo Weyerman, och hon blev känd under öknamn som till exempel "Förstörelsens mormor", och genom de illustrationer som gjordes om hennes verksamhet har hon blivit välkänd inom den nederländska historien. Det är inte känt hur länge hon var verksam: prostitutionslagen skärptes 1726 och tvingade många bordeller under jorden, men hon var fortfarande verksam 1729, då den sista satiren om henne förekom i pressen.     